# Oberwang
Oberwang è un comune austriaco di 1 657 abitanti nel distretto di Vöcklabruck, in Alta Austria.